# Cannabis social club
Pour les articles homonymes, voir CSC.
Le Cannabis Social Club ou Club Social Cannabique (CSC), est un modèle de régulation du cannabis, proche du concept d'association pour le maintien d'une agriculture paysanne. C'est un groupe de partage organisé sous forme d'association à but non lucratif, composée uniquement de personnes majeures, qui gèrent la production et la distribution de cannabis en cercle fermé pour les besoins personnels de leurs membres.
L'ONG européenne ENCOD (European NGO Council On Drugs and Development) revendique la paternité de ce concept, ayant publié en 2006 un Code de conduite pour les Cannabis social clubs en Europe ayant servi de référence aux mouvements européens. Une décision-cadre de l'Union européenne du 25 octobre 2004 est utilisée comme principal argument par les partisans de ces structures.
Les Cannabis Social Clubs (ou CSC) s'organisent différemment, en fonction des législations en vigueur dans chaque pays. En règle générale, la quantité de cannabis produite correspond aux besoins strictement personnels des membres, qui s’engagent en adhérant, à ne pas en vendre, ni à inciter qui que ce soit à en consommer. Ils amortissent les coûts de production par le versement de cotisations en fonction de leurs besoins. Des Clubs existeraient en Nouvelle-Zélande, en Espagne, en Belgique, en France, aux Pays-Bas, en Slovénie en Uruguay, aux États-Unis et en Allemagne.

## En France
Il existe un petit nombre de CSC de très petite taille, en France, qui produisent une quantité limitée de cannabis pour les besoins personnels de leurs membres et n'ont pas été inquiétés outre mesure par l'État, bien que la peine encourue soit la "production de stupéfiants en bande organisée" soit passible de la réclusion criminelle à perpétuité assortie de 7 500 000 euros d'amende.
Entre 2012 et 2013, des militants s'étaient rassemblés autour du Cannabis Social Club Français (CSCF), une association loi de 1901 déclarée officiellement en préfecture de Tours, mais dissoute moins d'un an plus tard par voie de justice (TGI de Tours), le 20 juin 2013. Dominique Broc, alors porte-parole du CSCF, avait annoncé qu'au moins 400 de ces clubs allaient se déclarer officiellement le 25 mars 2013. Dans les faits le 25 mars 2013, 6 clubs se sont déclarés en préfecture, l'interpellation de Dominique Broc le 17 mars ayant probablement découragé les autres. Les préfectures concernées par cette vague de déclaration étaient celles de Limoges dans la Haute-Vienne, la sous-préfecture de Saintes en Charente-Maritime (Cannabis social club de Royan),, la préfecture de Nantes dans la Loire-Atlantique et celle de La Roche-sur-Yon en Vendée,. Début 2015, tous les CSC déposés en 2013 avaient été dissous.
Après la dissolution du CSCF, c'est l'association NORML France qui s'occupe désormais de diffuser le modèle du Cannabis Social Club et de le promouvoir auprès du personnel politique. À partir de janvier 2016, à la Maison des Sciences de l'Homme de Nantes ont été lancées les assises Cannabis Social Clubs, acte 2, pour aider à construire un cadre nouveau pour ce modèle en France.
En mai 2021, le rapport d'une Mission d'information parlementaire de l'Assemblée nationale qualifie les cannabis social clubs de "modèle additionnel crédible" en cas de réglementation de l'usage du cannabis. La même année, Oppélia, un groupement de centres gérant des services spécialisés de soin et de prévention en addictologie, lançait une réflexion autour de cannabis social coop, pour "pour réduire les risques et proposer un autre modèle économique producteurs-consommateurs"

## En Espagne
La première association d'usagers de cannabis en Espagne est Asociación Ramón Santos de Estudios Sobre el Cannabis (ARSEC), de Barcelone, qui en 1993 a reçu une réponse positive du procureur anti-drogue au propos de la non-criminalité de cultiver du cannabis en vue de sa consommation par des adultes. Ce qui les motiva à produire du cannabis pour une centaine de personnes, néanmoins la récolte fut confisquée par les autorités et l’association menée devant les tribunaux. Elle a été acquittée devant la cour provinciale d'Andalousie, puis portée devant la Cour suprême qui statua que, bien que leur but n'était pas de faire du trafic de drogue, cela était dangereux et devait donc être puni. Ce qui entraîna une fermeture de toutes les associations de ce genre. Pourtant en 1999, une association de Bilbao, Kalamudia, qui avait procédé elle aussi à une récolte en 1993, d'environ 600 plants de cannabis, décida de répéter l’expérience. Kalamudia récolta ainsi plusieurs cultures sans provoquer aucun procès.
C'est dans ce climat que le gouvernement régional d'Andalousie demanda, en 2001, au professeur de droit pénal, Juan Muñoz, de l’université de Malaga et la juriste Susana Soto de rédiger un rapport sur la possibilité de fonder des établissements où il serait possible d'obtenir du cannabis dans le respect de la législation. Ce rapport servit de référence juridique aux Cannabis Social Clubs espagnols actuels.
De nombreux Cannabis clubs historiques sont passés dans la légende, comme l'ARSEC ou, encore en Catalogne, le CCCB (Club de Catadores de Cannabis de Barcelona) ou la MACA (Moviment Associatiu Cannàbic d'Autoconsum), et à Madrid, l'Asociación Madrileña de Estudios sobre el Cannabis (AMEC), ou encore  l'ARSECA en Andalousie.
La Fédération des associations cannabiques (FAC) estimait début 2014 qu’il existait plus de trois cents clubs sociaux de cannabis en Espagne et qu’environ cent cinquante sont en cours de création. La plupart accueillent des membres malades en plus des consommateurs « récréatifs ».
En Navarre, l'association politique RCN-NOK a lancé une initiative législative citoyenne ayant recueilli plus de 10000 signatures, et ayant abouti au vote par le Parlement régional de Navarre d'une loi de régulation des déclarations associatives des Clubs,. La même démarche a été entreprise en Catalogne avec la récolte de plus de 60000 signatures avec l'initiative « La Rosa Verda ». Dans les deux cas, les lois n'ont pas abouti le cheminement jusqu'à pouvoir entrer en vigueur.

## En Belgique
Depuis la restriction de l'accès des étrangers dans certains coffee shop du sud des Pays-Bas, les consommateurs de cannabis belges se sont tournés vers les Cannabis social club. Le club s'occupe de la culture d'un plant par membre, et à chaque récolte les membres reçoivent leur plant de cannabis, contenant 20 grammes d'herbe, restant ainsi dans la limite légale.
La possession de cannabis est toujours illégale en Belgique, mais en vertu d'une directive ministérielle de 2005, le contrôle par la police d'une personne en possession d'une quantité inférieure à 3 grammes ou un plant de cannabis ne débouchera que sur un procès-verbal simplifié. Dans les faits, il n'y a aucune poursuite.
Le Trekt Uw Plant ou Tire ton plant en français est un important cannabis social club belge qui compterait 235 membres en janvier 2013. Ce club aurait été acquitté 2 fois par la justice belge à la suite de la saisie de ses plantations.
La coopérative politique belge Vega défend la création de cannabis social clubs en Belgique et déclare que les autorités communales anversoises apportent aujourd’hui leur soutien à cette initiative.
Depuis le 4 mai 2015, un nouveau cannabis social club, l'ASBL "Peace", située sur la province de Liège a ouvert ses portes .Il vient appuyer et soutenir les combats déjà engagés en Belgique

## En Uruguay
En Uruguay, la loi de lutte contre le narco-trafic adoptée en 2012 a autorisé l'ouverture de Cannabis Social Clubs ayant l'autorisation de cultiver jusqu'à 99 plants pour un nombre de membres compris entre 15 et 45. Les premiers clubs ont ouvert en octobre 2014.

## À Malte
Sur l'île de Malte, le Parlement a approuvé en décembre 2021 une légalisation du cannabis sous la forme de Cannabis Social Clubs, devenant ainsi le premier pays de l'Union Européenne à légiférer sur ces structures.